# Ferdinand Canning Scott Schiller
Ferdinand Canning Scott Schiller (Ottensen, 16 agosto 1864 – Los Angeles, 9 agosto 1937) è stato un filosofo tedesco-inglese.

## Biografia
Nato in Danimarca nel 1864, studia in Inghilterra all'università di Oxford dove intraprende la carriera di professore che prosegue in terra inglese fino al 1929, quando si trasferisce definitivamente negli Stati Uniti, dove insegna presso la "University of Southern California". Dopo la morte le sue opere sono state ampiamente diffuse e apprezzate.

## Il pensiero
Tra i suoi numerosi scritti, spesso contraddittori e polemici, in cui evidenti sono le affinità con il pragmatismo di William James, si ricordano The Riddles of the Sphinx (Gli enigmi della Sfinge, del 1891), pubblicati con lo pseudonimo di A Troglodite (Un troglodita). In quest'opera, originale e organica, Schiller definisce la propria teoria come un umanismo, che consiste in una particolare dottrina dell'evoluzione, fondata su tre realtà fondamentali: il mondo, l'uomo e Dio.
Nell'opera Studies in Humanism contesta il concetto di una "ragione pura" svincolata dall'azione, rintracciando nei ragionamenti sia le emozioni sia le necessità.
L'atto logico è, secondo l'autore, catalizzato da un interesse e da un bisogno. Ecco che nello scritto "Formal Logic" Schiller critica quella logica tradizionale ridotta a un cumulo di parole povere di contenuti, resa, in tal modo, inadatta alle indagini scientifiche e alle procedure del sapere.
I metodi della scienza, rileva Schiller devono seguire il criterio dell'utile. La verità e la credibilità delle leggi universali sono riscontrabili nella fondatezza dei loro modelli previsionali, o di simulazione dei fatti della natura. Una legge scientifica è solamente una finzione necessaria per descrivere il comportamento di un fenomeno. Schiller però allerta sulla veridicità di tutto ciò che è utile.
Nel saggio "Humanism" si sofferma sulle interazioni fra i singoli individui, ognuno con i propri gusti e i propri comportamenti e il consequenziale giudizio della società che può risultare di approvazione o di critica. La discriminante nella valutazione sociale è insita nell'utilità e nell'efficienza delle conoscenze, ovviamente in rapporto con il relativismo e la soggettività dei giudizi e delle tendenze. Il pragmatismo, secondo la visione di Schiller, deve salvaguardare la libertà dell'uomo e l'indeterminazione del mondo per permettere alle persone di scegliere la verità.
Schiller propone che la filosofia rispecchi le caratteristiche degli uomini che la plasmano.

## Opere principali
- Riddles of the Sphinx - Gli enigmi della Sfinge, del 1891.
- Axioms as Postulates - Assiomi e postulati del 1902, pubblicato nella raccolta Personal Idealism.
- Humanism - Umanismo, del 1903.
- Studies in Humanism - Studi sull'Umanismo, del 1907.
- Plato or Protagoras? - Platone o Protagora?, del 1908.
- Riddles of the Sphinx - Gli enigmi della Sfinge, edizione rivista del 1910.
- Humanism - Umanismo, del 1912.
- Formal Logic - Logica formale, del 1912.
- Problems of Belief, del 1924.
- Logic for Use, del 1929.
- Our Human Truths - Sui diritti umani, del 1939, pubblicato postumo.